# Under My Skin (album, Avril Lavigne)
Under My Skin je druhé Studiové album kanadské zpěvačky Avril Lavigne, které vyšlo celosvětově 25. května 2004. Album navázalo na úspěch předešlé desky Let Go, i když prodejnost byla značně nižší, přesto 6 milionů kopií ji vyneslo status třetího nejprodávanějšího alba roku 2004.

## Seznam skladeb
| Pořadí | Název            | Text                       | Producent(i) | Délka |
| ------ | ---------------- | -------------------------- | ------------ | ----- |
| 1.     | Take Me Away     | Avril Lavigne              | Don Gilmore  | 2:57  |
| 2.     | Together         | Lavigne, Chantal Kreviazuk | Gilmore      | 3:14  |
| 3.     | Don't Tell Me    | Lavigne                    | Butch Walker | 3:21  |
| 4.     | He Wasn't        | Lavigne, Kreviazuk         | Raine Maida  | 2:59  |
| 5.     | How Does It Feel | Lavigne, Kreviazuk         | Maida        | 3:44  |
| 6.     | My Happy Ending  | Lavigne, Butch Walker      | Walker       | 4:02  |
| 7.     | Nobody's Home    | Lavigne                    | Gilmore      | 3:32  |
| 8.     | Forgotten        | Lavigne, Kreviazuk         | Gilmore      | 3:16  |
| 9.     | Who Knows        | Lavigne, Kreviazuk         | Maida        | 3:30  |
| 10.    | Fall to Pieces   | Lavigne, Maida             | Maida        | 3:28  |
| 11.    | Freak Out        | Lavigne                    | Walker       | 3:11  |
| 12.    | Slipped Away     | Lavigne, Kreviazuk         | Maida        | 3:33  |

## Umístění ve světě
| Hitparáda      | Umístění |
| -------------- | -------- |
| USA            | 1        |
| Velká Británie | 1        |
| Kanada         | 1        |
| Austrálie      | 1        |
| Německo        | 1        |
| Francie        | 4        |

| Prodejnost | Počet       |
| ---------- | ----------- |
| Celkem     | 11,000,000+ |